# Heterothops binotatus
Heterothops binotatus är en skalbaggsart som först beskrevs av Johann Ludwig Christian Gravenhorst 1802.  Heterothops binotatus ingår i släktet Heterothops, och familjen kortvingar. Arten är reproducerande i Sverige.